# Kate O'Brien
Kate O'Brien, talvolta indicata come Obrien (Calgary, 23 luglio 1988) è una paraciclista, pistard ed ex bobbista canadese, vincitrice di medaglia ai campionati mondiali di bob, ai Giochi panamericani e ai Giochi paralimpici estivi.

## Carriera
In gioventù pratica pallacanestro, passando poi, a causa di un infortunio, allo skeleton e infine al bob. In quest'ultima disciplina nel 2013 partecipa alla prova di bob a due ai campionati del mondo in coppia con Jennifer Ciochetti; due anni dopo vince quindi il bronzo nella prova a squadre mista ai campionati del mondo di bob/skeleton 2015 come componente della frazione di bob a due in coppia con Kaillie Humphries.
Dal 2014, complice l'inaugurazione del velodromo a Milton, si avvicina al ciclismo su pista, raggiungendo presto alti livelli: ai Giochi panamericani 2015 a Toronto vince l'oro nella velocità a squadre, in coppia con Monique Sullivan, e l'argento nella velocità; nello stesso anno è anche medaglia di bronzo nella velocità a squadre ai campionati panamericani 2015 a Santiago, e nel 2016 rappresenta il suo Paese nelle gare su pista ai Giochi olimpici a Rio de Janeiro, senza però vincere medaglie.
Vittima nel 2017 a Calgary di un incidente durante un allenamento in velodromo che la lascia parzialmente disabile, dopo una lunga riabilitazione passa al paraciclismo su pista: nel 2020 è campionessa del mondo nella 500 metri a cronometro C4, facendo segnare il record del mondo di categoria, e l'anno dopo vince la medaglia d'argento nella 500 metri a cronometro C4-C5 ai Giochi paralimpici di Tokyo.

## Bob

### Palmarès

#### Mondiali
- 1 medaglia:
  - 1 bronzo (gara a squadre a Winterberg 2015).

#### Coppa Nordamericana
- 1 podio (nel bob a due):
  - 1 vittoria.

## Ciclismo

### Palmarès
- 2015

Milton International Challenge, Velocità a squadre (con Monique Sullivan)
Giochi panamericani, Velocità a squadre (con Monique Sullivan)
Campionati canadesi, 500 metri a cronometro
- 2016

Fastest Woman on Wheels, Keirin
Campionati canadesi, Velocità
Campionati canadesi, 500 metri a cronometro

### Piazzamenti

#### Competizioni mondiali
- Campionati del mondo

St. Quentin-en-Yv. 2015 - Velocità a squadre: 12ª
St. Quentin-en-Yv. 2015 - 500 metri a cron.: 18ª
Londra 2016 - Velocità a squadre: 9ª
Londra 2016 - Keirin: 17ª
Londra 2016 - Velocità: 6ª
Hong Kong 2017 - Velocità a squadre: 5ª
Hong Kong 2017 - Velocità: 13ª
Hong Kong 2017 - Keirin: 17ª
- Giochi olimpici

Rio de Janeiro 2016 - Velocità a squadre: 8ª
Rio de Janeiro 2016 - Keirin: 13ª
Rio de Janeiro 2016 - Velocità: 14ª
- Giochi paralimpici

Tokyo 2020 - 500 metri a cron. C4-C5: 2ª
Tokyo 2020 - Cronometro C4: ritirata
Parigi 2024 - 500 metri a cron. C4-C5: 3ª

#### Competizioni continentali
- Campionati panamericani

Aguascalientes 2014 - 500 metri a cronometro: 4ª
Aguascalientes 2014 - Keirin: 5ª
Santiago 2015 - Velocità a squadre: 3ª
Santiago 2015 - Velocità: 4ª
- Giochi panamericani

Toronto 2015 - Velocità a squadre: vincitrice
Toronto 2015 - Velocità: 2ª